# Veden
Veden är en sjö i Lessebo kommun, Ljuders socken och Tingsryds kommun, Linneryds socken i Småland och ingår i Ronnebyåns huvudavrinningsområde. Sjön har en area på 0,438 kvadratkilometer och ligger 143 meter över havet. Sjön avvattnas av vattendraget Ronnebyån.
Ronnebyån rinner genom sjön och byn Vedamåla ligger vid sjöns östra strand som tillhör Ljuders socken. Veden har fått sitt namn från skogen och har sitt namn gemensamt med Vedamåla där måla i det här fallet står för mala. Byn och sjön finns omnämnda redan på 1400-talet. Där Ronnebyån rinner in i sjön fanns en gång i tiden en kvarn, man kan fortfarande se ett par kvarnstenar i fallet liksom grunden från kvarnbyggnaden. Veden har en areal av ca 50 ha och är relativt fiskrik. Mitt i sjön ligger en ö, Vedön.

## Delavrinningsområde
Veden ingår i delavrinningsområde (628532-146532) som SMHI kallar för Ovan 628404-146405. Medelhöjden är 145 meter över havet och ytan är 3,6 kvadratkilometer. Räknas de 20 avrinningsområdena uppströms in blir den ackumulerade arean 510,34 kvadratkilometer. Avrinningsområdets utflöde Ronnebyån mynnar i havet. Avrinningsområdet består mestadels av skog (67 %). Avrinningsområdet har 0,44 kvadratkilometer vattenytor vilket ger det en sjöprocent på 12,1 %.